# كاستلار غيدوبونو
كاستلار غيدوبونو (بالإيطالية: Castellar Guidobono)‏ هي بلدية في مقاطعة ألساندريا في إقليم بييمونتي في إيطاليا.

## السكان
في سنة 1861 بلغ عدد السكان 331 نسمة، وتطور العدد ليصل في سنة 2011 لـ 427 نسمة.
يظهر هذا المخطط البياني تطور النمو السكاني لـ كاستلار غيدوبونو